# Pseudacris maculata
Pseudacris maculata är en groddjursart som först beskrevs av Agassiz 1850.  Pseudacris maculata ingår i släktet Pseudacris och familjen lövgrodor. Inga underarter finns listade i Catalogue of Life.

## Utseende
Vuxna exemplar är 19 till 38 mm långa. Grundfärgen varierar mellan brun, tanfärgad, rödbrun eller olivgrön. På ryggen förekommer tre mörkgröna strimmor som kan vara delade i flera korta streck. Kännetecknande är en krämfärgad till vit strimma på överläppen. Ovanför denna strimma går en mörk strimma från näsborrarna över ögonen och längs kroppens sidor.
Undersidan kan vara vit, gul eller grönaktig. Buken har inga eller endast ett fåtal mörka fläckar.

## Utbredning
Arten förekommer i stora delar av Kanada och USA. Utbredningsområdet norra gräns sträcker sig ungefär från södra stranden av Stora Björnsjön till södra Hudson Bay. Pseudacris maculata når i väst gränsområdet mellan Oregon och Idaho samt i öst västra Indiana. Den södra gränsen sträcker sig från centrala Arizona till södra Missouri. En avskild population lever nordöst om de Stora sjöarna och fram till Quebec. Denna groda lever främst i låglandet men ibland når den 3700 meter över havet.
Pseudacris maculata lever främst vid stående vatten samt i träskmarker och på ängar som tidvis översvämmas. Den besöker ibland ställen som ligger några hundra meter högre än de närmaste våtmarkerna. Även övervintringen kan ske i kulliga regioner.

## Ekologi
Individerna vilar i vattnet, i den täta växtligheten, i underjordiska bon som skapades av gnagare samt gömd bakom diverse föremål. Fortplantningen sker bland annat i tillfälliga pölar som uppkommer efter regn, genom smältande snö eller genom smältvatten från glaciärer. Även tillfällig översvämmade ställen intill sjöar används. I dessa vattenansamlingar hittas oftast vattenväxter eller landlevande växter som hamnade i vattnet.
Födan utgörs av marklevande insekter, av dubbelfotingar, av snäckor och av andra ryggradslösa djur. Även vattenlevande insektslarver äts. I Alberta sker fortplantningen mellan april och juni. Under den centrala lektiden kan hanarnas läte höras på dagen och på natten. Efter parningen lägger honan flera gånger 150 till 1500 ägg som fästas vid växter. Äggen kläcks efter 10 till 14 dagar och grodynglens metamorfos varar i cirka två månader. Ungarna kan fortplanta sig under följande vår. Inget exemplar har en andra lektid.
Artens läte blev jämförd med ljudet som uppkommer när en person för tummens nagel hastig längs en hårkams tät sittande tänder.

## Status
Lokala bestånd kan hotas av intensivt jordbruk eller av landskapsförändringar. I utbredningsområdet hittas flera nationalparker och andra naturskyddsområden. IUCN kategoriserar arten globalt som livskraftig.

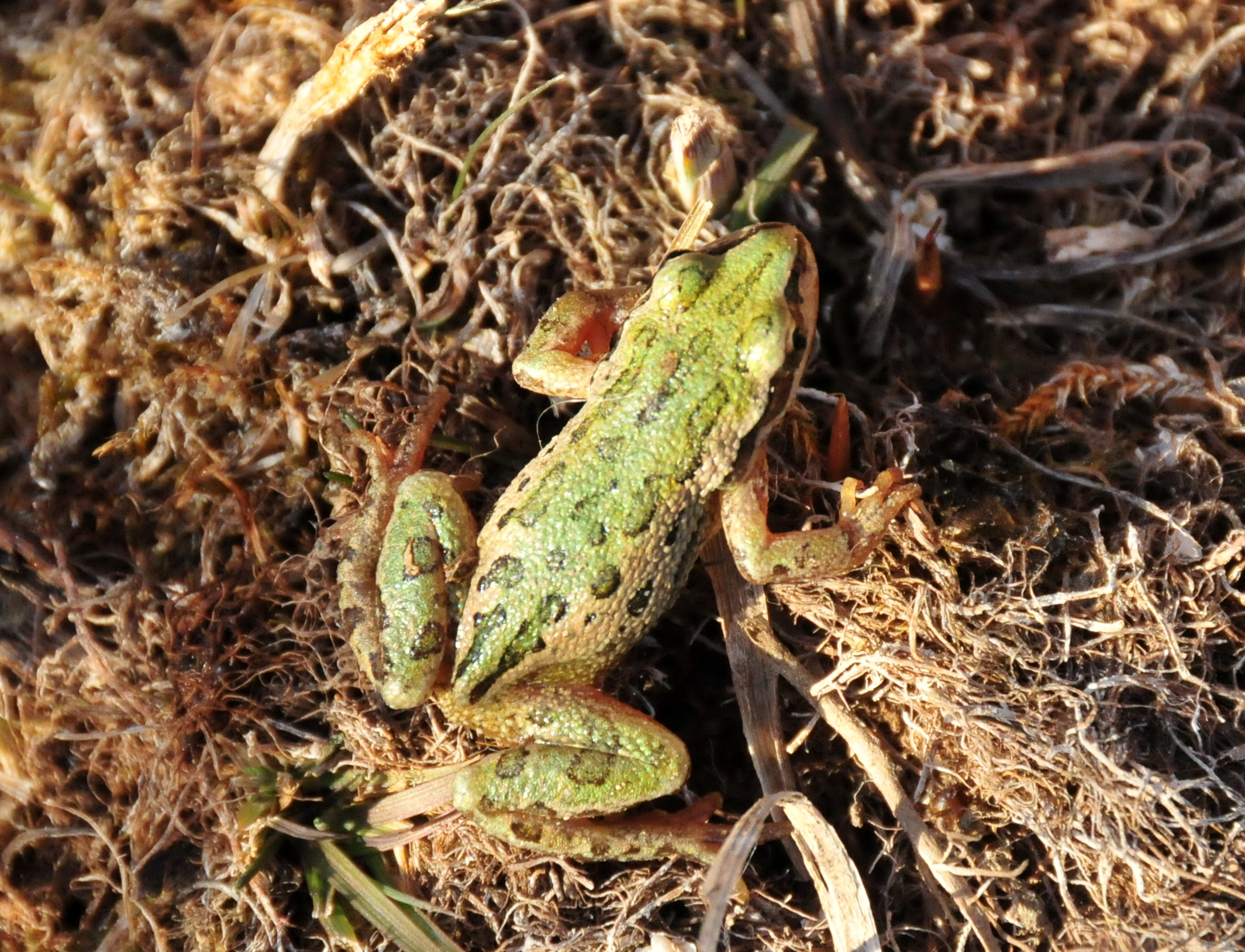
Exemplar med olivgrön grundfärg och uppdelade strimmor på ryggen